# Ciminà
Ciminà  község (comune) Calabria régiójában, Reggio Calabria megyében.

## Fekvése
A megye keleti részén fekszik. Határai: Antonimina, Ardore, Cittanova, Molochio, Platì, Sant’Ilario dello Ionio és Varapodio.

## Története
A települést a 15. században alapították Calabriában megtelepedő albánok, akiket a törökök űztek el országukból. Korabeli épületeinek nagy része az 1783-as calabriai földrengésben elpusztult. A 19. században nyerte el önállóságát, amikor a Nápolyi Királyságban felszámolták a feudalizmust.

## Népessége
A népesség számának alakulása:

## Főbb látnivalói
- San Nicola di Bari-templom
- Madonna dell’Addolorata-templom